# 4-Nonylphenol
4-Nonylphenol ist eine aromatische Verbindung aus der Gruppe der Alkylphenole, bestehend aus einem Benzolring mit einer Hydroxygruppe (–OH) und einer n-Nonylseitenkette als Substituenten. Es bildet farblose bis gelbliche Kristalle mit typisch phenolischem Geruch. Es gehört zur Gruppe der Nonylphenole.

## Verwendung
4-Nonylphenol ist industriell nur von untergeordneter Bedeutung. Es wird zur Herstellung von Nonylphenolethoxylaten verwendet.

## Regulierung
4-Nonylphenol seit dem 19. Dezember 2012 als „Besonders besorgniserregender Stoff“ eingestuft, da es sich beim Stoff um einen endokrinen Disruptor handelt. Über REACH Anhang XVII gilt eine Beschränkung auf 1000 mg/kg für die Verwendung und Inverkehrbringen als Stoff, Bestandteile anderer Stoffe oder in Gemischen für industrielle und gewerbliche Reinigung, Haushaltsreinigung, Textil- und Lederverarbeitung, Emulgator in Melkfett, Herstellung von Zellstoff, kosmetische und Körperpflege-Mittel und Hilfsstoff in Pestiziden. In der Schweiz gilt eine analoge Beschränkung.